# さいたま家庭裁判所
さいたま家庭裁判所（さいたまかていさいばんしょ）は、埼玉県さいたま市浦和区にある日本の家庭裁判所の一つで、埼玉県を管轄している。略称は、さいたま家裁（さいたまかさい）。越谷市、川越市、熊谷市、秩父市に支部を、久喜市、飯能市に出張所を置いている。
さいたま家庭裁判所の本庁・支部はさいたま地方裁判所の本庁・支部に併設されている。また、本庁・支部・出張所のいずれにも簡易裁判所が併設されている。2001年までは浦和家庭裁判所だった。

## 所在地
- 本庁：埼玉県さいたま市浦和区高砂3丁目16-45  北緯35度51分20秒 東経139度38分55.3秒 / 北緯35.85556度 東経139.648694度
JR宇都宮線（東北線）、高崎線、京浜東北線 浦和駅下車、徒歩約10分。又は国際興業バス[浦11]西堀循環、[志01]志木駅東口行き、[浦19-2]蕨駅西口行き、[浦10]田島団地行き 「県庁前」下車徒歩1分。
JR埼京線 中浦和駅下車から徒歩約20分。又は国際興業バス浦和駅西口行きで「県庁前」下車徒歩1分。
- 越谷支部：埼玉県越谷市東越谷9丁目34-2  北緯35度53分48.2秒 東経139度48分25.5秒 / 北緯35.896722度 東経139.807083度
JR武蔵野線 南越谷駅、東武伊勢崎線 新越谷駅下車 南越谷駅北口朝日バス乗場（花田行・市立図書館行）→法務局前下車
東武伊勢崎線越谷駅下車 越谷駅東口朝日バス乗場（市立病院・吉川団地・総合公園行）→市立病院前下車
- 川越支部：埼玉県川越市宮下町2丁目1-3  北緯35度55分39.2秒 東経139度29分8.3秒 / 北緯35.927556度 東経139.485639度
JR川越線、埼京線、八高線、東武東上本線 川越駅下車 東武バス1番乗場（神明町車庫行）→喜多町下車
西武新宿線 本川越駅下車 東武バス（神明町車庫行）→喜多町下車
- 熊谷支部：埼玉県熊谷市宮町1丁目68  北緯36度8分50秒 東経139度23分8.4秒 / 北緯36.14722度 東経139.385667度
上越新幹線、高崎線、秩父鉄道秩父本線 熊谷駅北口下車 徒歩15分
- 秩父支部：埼玉県秩父市上町2丁目9-12  北緯35度59分25.7秒 東経139度4分46.9秒 / 北緯35.990472度 東経139.079694度
西武秩父線西武秩父駅、秩父鉄道秩父本線 御花畑駅下車 徒歩10分
- 久喜出張所：埼玉県久喜市久喜東1丁目15-3  北緯36度3分43.9秒 東経139度40分45.7秒 / 北緯36.062194度 東経139.679361度
JR宇都宮線, 東武伊勢崎線 久喜駅下車 徒歩10分
- 飯能出張所：埼玉県飯能市大字双柳371  北緯35度51分18.9秒 東経139度19分47秒 / 北緯35.855250度 東経139.32972度
JR八高線, 西武池袋線 東飯能駅下車 徒歩10分

## 管轄
- 本庁
  - さいたま市、蕨市、戸田市、朝霞市、志木市、和光市、新座市、川口市、鴻巣市、上尾市、桶川市、北本市、蓮田市、北足立郡伊奈町
- 久喜出張所
  - 久喜市、加須市、幸手市、白岡市、南埼玉郡宮代町
- 越谷支部
  - 越谷市、春日部市、草加市、八潮市、三郷市、吉川市、北葛飾郡杉戸町、松伏町
- 川越支部
  - 川越市、富士見市、坂戸市、鶴ヶ島市、ふじみ野市、入間郡三芳町、比企郡川島町、所沢市、狭山市、入間市
- 飯能出張所
  - 飯能市、日高市、入間郡越生町、毛呂山町、比企郡鳩山町
- 熊谷支部
  - 熊谷市、行田市、東松山市、羽生市、深谷市、比企郡滑川町、嵐山町、小川町、吉見町、ときがわ町、秩父郡東秩父村、大里郡寄居町、本庄市、児玉郡美里町、神川町、上里町
- 秩父支部
  - 秩父市、秩父郡横瀬町、皆野町、長瀞町、小鹿野町

※ただし、越谷支部、久喜出張所管内の合議事件・少年事件は本庁で、秩父支部管内の合議事件・少年事件は熊谷支部でそれぞれ取り扱う。

※久喜、飯能の各出張所は、家事審判法で定める家庭に関する事件の審判及び調停のみ扱い、その他の事務は本庁（飯能出張所は川越支部）が扱う。

## 歴代所長
任期の後ろは後職
- 加藤英継（2002年4月 - 2004年11月 依願退官）
- 小川克介（2004年11月 - 2006年7月 定年退官）
- 田中由子（2006年7月 - 2008年12月　横浜家庭裁判所所長）
- 井上稔（2008年12月 - 2010年3月 依願退官）
- 山名学（2010年3月 - 2012年3月　千葉地方裁判所所長）
- 井上哲男（2012年3月27日 - 2014年10月2日 定年退官、日本大学大学院法務研究科教授）
- 古田浩（2014年 - 2016年 定年退官、町田簡易裁判所判事）
- 秋吉仁美（2016年 - 2018年　東京高等裁判所部総括判事）
- 孝橋宏（2018年 - ）